# Anastatus poggioni
Anastatus poggioni är en stekelart som först beskrevs av Girault 1922.  Anastatus poggioni ingår i släktet Anastatus och familjen hoppglanssteklar. Inga underarter finns listade i Catalogue of Life.